# L-06D
docomo NEXT series Optimus Vu L-06D（ドコモ ネクスト シリーズ オプティマス ビュー エルゼロロクディー）は、韓国のLGエレクトロニクスによって開発された、NTTドコモの第3.9世代移動通信システム（Xi）と第3世代移動通信システム（FOMA）のデュアルモード端末である。docomo NEXT seriesのひとつ。
ここでは漫画『ジョジョの奇妙な冒険』とのコラボレーションモデルであるL-06D JOJO（エルゼロロクディー ジョジョ）についても記述する。

## 概要
LG Optimus Vuの日本国内ローカライズモデル。Androidのバージョンは 4.0、ワンセグ・モバキャス（NOTTV）・おサイフケータイ・防水・赤外線通信といった日本独自機能に対応している。
スマートフォンでは珍しいアスペクト比4:3の5インチXGAサイズの画面を採用している。
バッテリー容量は2000mAhで、おくだけ充電には対応していない。なお、本端末は電池パックをユーザ自身で交換できない（交換代金は8,925円）。
内部ストレージは32GBを搭載しているが外部メモリの利用は出来ない。
なお、2012年夏以降に発売されたドコモ向けのOptimusシリーズにおいて唯一Android 4.1へのアップデートが予定されていない。

## L-06D JOJO
漫画『ジョジョの奇妙な冒険』とのコラボレーションモデルで、同コミック連載25周年を記念して発売される。背面に原作者の荒木飛呂彦による書き下ろしのイラストとサインが刻印されている。限定販売台数は1万5000台。
また、プリセットコンテンツも『ジョジョの奇妙な冒険』の世界観を再現しており、専用デザインの壁紙・マチキャラ・ウィジェット・絵文字・メール用テンプレートや作品に登場する「F-Mega」アプリ、作品にちなんだ「スタンド」との合成が可能なカメラアプリ、さらには原作特別編集版の第1部（『ファントムブラッド』）から第3部（『スターダストクルセイダース』）までの電子書籍がプリセットされている。ほかにも作中に登場する用語を登録したオリジナルの予測変換辞書を搭載している。
なお、こちらはOptimusシリーズには含まれない。LGエレクトロニクスのL-06Dのページに本機の特設サイトへのリンクはあるが、本機の特設サイトにはL-06Dのページへのリンクが無い。

## 主な機能
| 主な対応サービス                                 | 主な対応サービス                         | 主な対応サービス                       | 主な対応サービス                              |
| ------------------------------------------------ | ---------------------------------------- | -------------------------------------- | --------------------------------------------- |
| タッチパネル／加速度センサー                     | Xi／FOMAハイスピード                     | Bluetooth                              | DCMX／おサイフケータイ／赤外線／トルカ        |
| ワンセグ／モバキャス                             | メロディコール                           | テザリング                             | WiFi IEEE802.11a/b/g/n                        |
| GPS                                              | spモード／電話帳バックアップ             | デコメール／デコメ絵文字／デコメアニメ | iチャネル                                     |
| エリアメール／ソフトウェアーアップデート自動更新 | デジタルオーディオプレーヤー(WMA)(MP3他) | GSM／3Gローミング（WORLD WING）        | フルブラウザ／Flash Player                    |
| Google Play／dメニュー／dマーケット              | Gmail／Google Talk／YouTube／Picasa      | バーコードリーダ／名刺リーダ           | ドコモ地図ナビ／Google Maps／ストリートビュー |

## 歴史
- 2012年2月19日 - LGエレクトロニクスより韓国版発表。
- 2012年3月5日 - 韓国版発売開始。
- 2012年5月16日 - NTTドコモより日本モデル及びL-06D JOJO発表。
- 2012年7月27日 - 予約開始。
- 2012年8月3日 - 発売開始[8]。
- 2012年8月18日 - L-06D JOJO予約開始。
- 2012年8月20日 - LGエレクトロニクスよりグローバルモデル発表。
- 2012年8月30日 - L-06D JOJO発売開始[9]。

## アップデート
2012年10月29日に以下の不具合の修正及び機能の追加がソフトウェアアップデートによって行われた。
- ホーム画面や、ブラウザなどのアプリケーションを使用中に、「問題が発生したためMmbServiceProcessを終了します」と表示される場合がある。
- ネットワーク状況により、手動での「ソフトウェア更新」が実施できない場合がある。
- 「Chrome」アプリの追加